# Pentaphlebiidae
Famille
Les Pentaphlebiidae sont une famille d'insectes qui fait partie des zygoptères dans l'ordre des odonates. Elle comprend un seul genre et trois espèces. Le genre Pentaphlebia était autrefois compris dans la famille des Amphipterygidae.

## Liste des espèces
Selon World Odonata List :
- Pentaphlebia gamblesi Parr, 1977
- Pentaphlebia mangana Dijkstra, Lambret & Mézière, 2015
- Pentaphlebia stahli Förster, 1909